# Reticcala
Reticcala là một chi bướm đêm thuộc họ Noctuidae.